# Gudanggorjang
Gudanggorjang (auch Gudanggarjang) ist ein kleines Dorf, das im Gram Panchayat Bhubani im Block Gumma im Distrikt Gajapati im indischen Bundesstaat Odisha liegt. Gudang heißt „Hügelland“ und Gorjang steht für „Dorf“: „Hügelland-Dorf“.

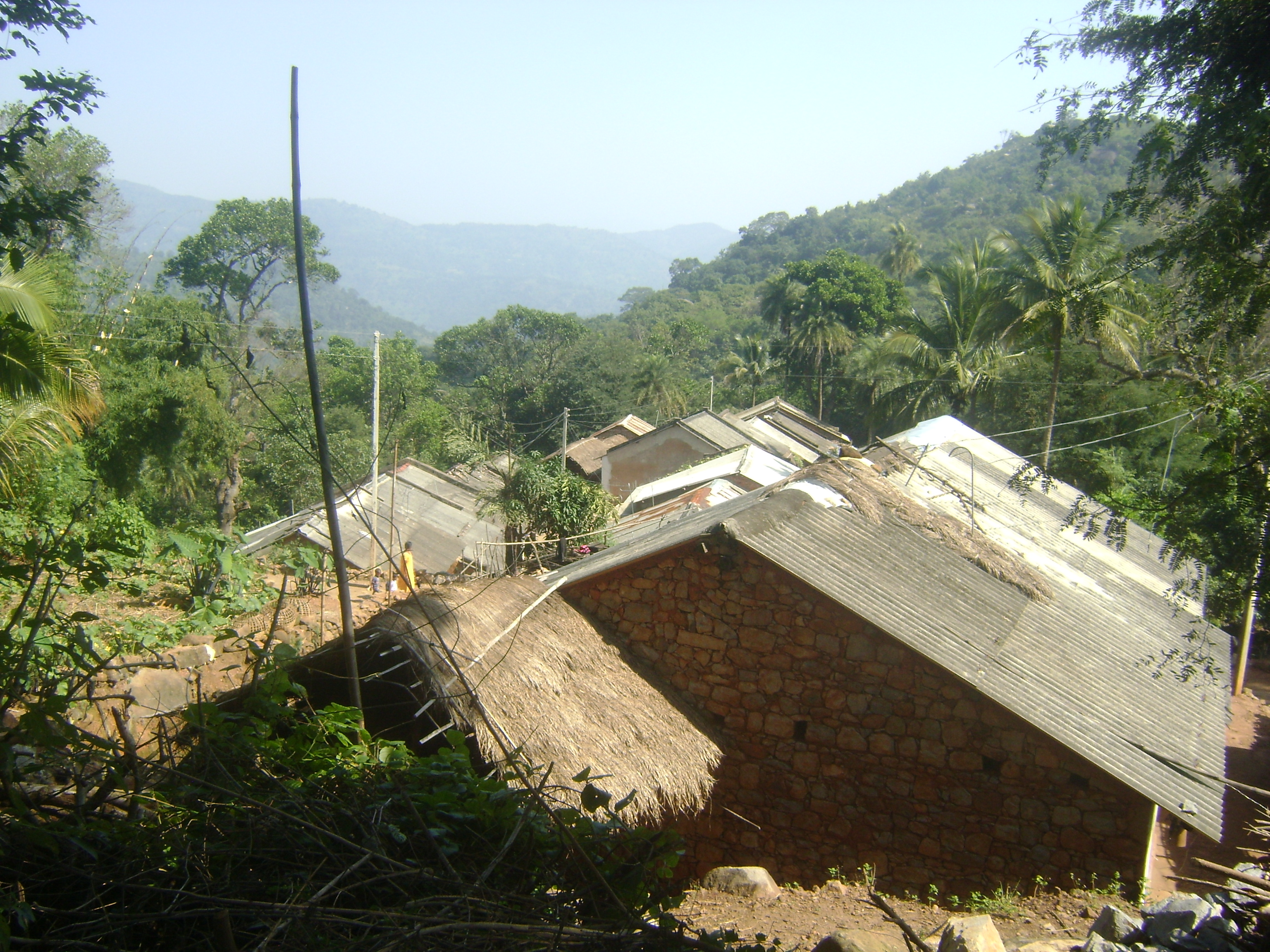
Gudanggorjang

## Geographische Lage
Der Ort liegt in Indien, 45 km nördlich von Paralakhemundi im waldigen Bergland von Odisha auf einer Höhe von 990 m. ü. NN an der Grenze zu Andhra Pradesh.

### Klima
Das vorherrschende Klima ist ein tropisches Monsunklima.
Im Jahr 2013 begann der Monsun 14 Tage früher als sonst, nämlich bereits am 15. Juni.

## Bevölkerung
Im März 2013 leben 190 Menschen in dem Dorf, davon 30 Kinder unter 5 Jahren und weitere 50 schulpflichtige Kinder.
Die Menschen dieser Gegend sind Adivasi (erste Siedler, Ureinwohner). Sie gehören verschiedenen Volksstämmen an. Die Bewohner von Gudanggorjang gehören zu dem Stamm der Sora (auch Sora people, Saora oder Saura, Savara oder Sabara), mit eigener Sprache, Lebensart und einem eigenen Wertesystem. Sie sind seit Anfang des 19. Jahrhunderts Christen.
Die Bewohner Gudanggorjangs leben überwiegend von den Früchten, dem Getreide und dem Gemüse aus dem nahegelegenen Wald und den eigenen Feldern. Das Hauptnahrungsmittel ist Hirse.
Anfang 2013 gehören zu dem Dorf 8 Äcker.

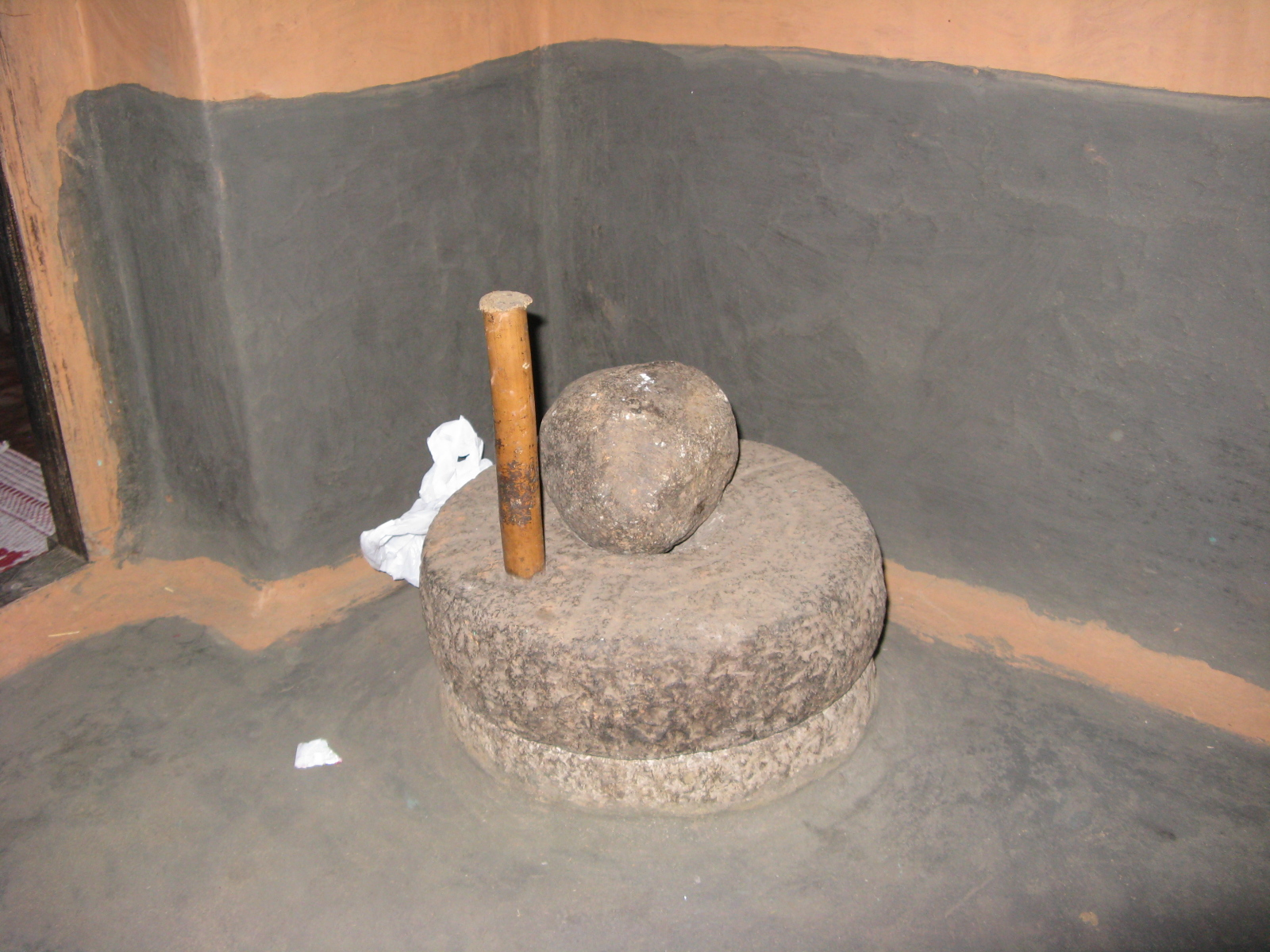
Mahlstein in Hütte in Gudanggorjang

Die 48 kleinen Häuser in Gudanggorjang sind aus Stein gebaut und haben ein Dach aus Wellblechbahnen. Sie bestehen jeweils aus drei Räumen ohne Fenster: dem Eingangsbereich, einem Schlafbereich und der Küche mit einer offenen Feuerstelle.
In jedem Haus befindet sich ein eigener Mahlstein.

## Religion
Die Bewohner der Stadt sind Baptisten seit Anfang des 19. Jahrhunderts.

## Grünflächen und Naherholung
Seit Anfang März 2013 hat das Dorf einen eigenen, 40 Fuß tiefen Brunnen, den die Bewohner selbst gebaut haben.

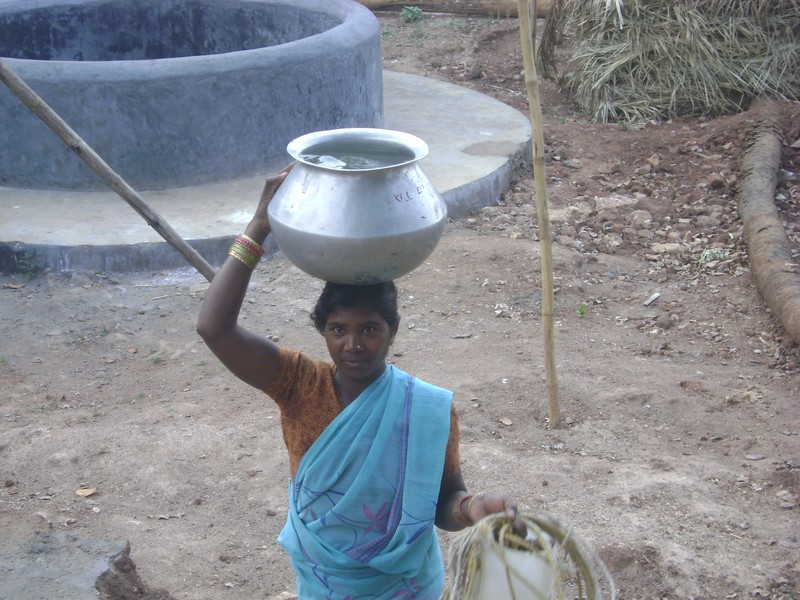
Frau mit Wasser aus Brunnen in Gudanggorjang

## Verkehr
Es gestaltet sich recht schwierig zu dem Dorf zu gelangen, da es keine wetterfeste Straße gibt. In der Regenzeit werden die Straßen schlammig und sind extrem schwierig zu befahren. Es gibt keine öffentlichen Verkehrsmittel.

## Ehrenbürger
Ehrenbürger des Dorfes sind Ursula und Günter (†) Herold, Mainz, die mit finanzieller Unterstützung zur Errichtung des Brunnens beitrugen.